# Talan Teidit
Talat Teidit ou Tala-n-Tehidit é uma vila na comuna de Tamanrasset, no distrito de Tamanrasset, província de Tamanghasset, Argélia, a 15 quilômetros (9,3 milhas) ao sul da cidade de Tamanrasset nas montanhas de Hoggar.